# Matthew Hilton
Matthew Hilton (* 17. Dezember 1965 in Québec, Kanada) ist ein ehemaliger kanadischer Boxer im Halbmittelgewicht.

## Profikarriere
Im Jahre 1983 begann er erfolgreich seine Profikarriere. Ende Juni 1987 boxte er gegen Buster Drayton um die IBF-Weltmeisterschaft und gewann einstimmig nach Punkten. Diesen Gürtel verlor er bereits in seiner 2. Titelverteidigung im November des darauffolgenden Jahres.
Im Jahre 1993 beendete er seine Karriere.